# Cordeliers (metropolitana di Lione)
Cordeliers è una stazione della linea A della metropolitana di Lione.
È situata nel II arrondissement di Lione, sotto Rue de la République all'angolo con rue Grenette e place des Cordeliers, nella zona della Presqu'île.

## Storia
La stazione fu aperta al traffico il 2 maggio 1978, quando fu attivata la linea A tra le stazioni di Perrache e Laurent Bonnevay - Astroballe.

## Interscambi
Nelle vicinanze della stazione effettuano fermata diverse linee di autobus urbani ed interurbani.
- Fermata autobus

## Servizi
La stazione dispone di:
- Accessibilità per portatori di handicap
- Ascensori